# Antonio Fernández López
Antonio Fernández López (Lugo; 1903 - ídem. 1971) fue un empresario y filántropo español miembro del grupo conocido como Hijos de Antón de Marcos. Entre sus proyectos más reconocidos figuran Pescanova, la Caja de Ahorros Provincial de Lugo, la Granja de Barreiros y el Colegio Fingoy.

## Biografía
Hijo mayor de Antonio Fernández Fernández (Antón de Marcos), estudió Ingeniería de Caminos en Madrid, licenciándose en 1933. En 1936 comenzó a trabajar en la Diputación Provincial de Lugo como Director de Vías y Obras, cargo que tuvo que dejar por diferencias con las autoridades políticas de la época. Ese mismo año se casó con María Puentes Bujados y tuvo doce hijos: Gonzalo, José Luis, Pedro, Carmen, María Luisa, Ana María, Antonia, Marcos, Asunción (Siña), Santiago, Maria Manuela (Menela) y Concepción. 

### Actividad empresarial
Fernández López participó en la puesta en marcha de muy diversas empresas, entre las que figuran Titania S.A. en 1936, Zeltia en 1939, Frilugo en 1941, Transfesa en 1942, Antibióticos S.A. en 1949, Frigsa en 1951, Cementos del Noroeste en 1958, Pescanova en 1960 y la Caja de Ahorros Provincial de Lugo en 1964, entre otras.
En concreto, para la puesta en marcha de la Corporación Noroeste, contó, además de con su hermano Manuel, con la ayuda de Arcadio Arienza, Fidel Isla Couto, Álvaro Gil Varela y el geólogo Isidro Parga Pondal.

### Actividad pedagógica
Antonio Fernández López fue asimismo creador de la Granja de Barreiros en 1948, destinada a fomentar la información y capacitación del campesinado gallego, que fue dirigida por Avelino Pousa Antelo, miembro de las Mocedades Galeguistas en 1936. 
En 1950 fundó también el Colegio Fingoy, en Lugo, un proyecto educativo ligado a las enseñanzas de Francisco Giner de los Ríos y de la Institución Libre de Enseñanza y los principios pedagógicos de Célestin Freinet. Los edificios que albergan ambas instituciones, además de un chalet que se construyó en los alrededores de la aldea de Fingoy, fueron obra del arquitecto gallego Manuel Gómez Román, de estilo tradicional y adaptado a sus ideas agraristas. Contrató como primer director a Ricardo Carballo Calero, culto galleguista luego represaliado por el franquismo. El centro fue una fuente de trabajo para los vecinos de la aldea de Fingoy, además de proporcionar becas a aquellos hijos de los trabajadores del centro o a los vecinos de la aldea de Fingoy que carecieran de recursos.

### Actividad cultural
Participó en la fundación de la Editorial Galaxia en 1950 y de la Fundación Penzol en 1963. También propició la ampliación del Museo Provincial de Lugo en 1957, según proyecto del arquitecto vigués Manuel Gómez Román, donando además importantes piezas de su colección particular junto a su amigo y colaborador Álvaro Gil Varela. 

### Actividad política
Por su compromiso nacionalista y republicano, fue represaliado dentro del proceso de depuración y represión durante la dictadura franquista.

### Reconocimientos
En 1971 fue nombrado Hijo predilecto de la provincia de Lugo. Un colegio de O Oural (Sarria) lleva su nombre.